# فرودگاه بوبو دیولاسو
فرودگاه بوبو دیولاسو (به انگلیسی: Bobo Dioulasso Airport) یک فرودگاه همگانی با کد یاتا BOY است که یک باند فرود آسفالت دارد و طول باند آن ۳۳۰۰ متر است. این فرودگاه در کشور بورکینافاسو قرار دارد و در ارتفاع ۴۶۱ متری از سطح دریا واقع شده‌است.

## شرکت‌های هواپیمایی و مقصدهای پروازی
| شرکت‌های هواپیمایی | مقصدهای پروازی       |
| ----------------- | -------------------- |
| ایر بورکینا       | پورت بوئت، آواگادوگو |